# Amazônia
Pour les articles homonymes, voir Amazonia.
Albums de Jean-Michel Jarre
Equinoxe Infinity
(2018) Oxymore
(2022)
Amazônia est un album studio de Jean-Michel Jarre sorti en 2021. Il s'agit d'un album-concept pour accompagner l'exposition immersive Salgado Amazonia du photographe Sebastião Salgado. L’exposition devait avoir lieu du 7 avril au 22 août à la Philharmonie de Paris avant de partir pour l'Amérique du Sud, Rome et Londres. La sortie de l'album est initialement synchronisée avec les dates de l'exposition. Cependant, cette dernière est reportée du 20 mai au 31 octobre en raison de la pandémie de Covid-19.

## Historique
Le photographe humaniste brésilien Sebastião Salgado parcourt l'Amazonie pendant près de six ans et prend de nombreuses photographies et vidéos. L'exposition réunit près de 200 photographies et d'autres supports recueillis.
Début mars 2021, Jean-Michel Jarre annonce la sortie d'un nouvel album contenant la musique accompagnant l'exposition. Le compositeur déclare à propos de ce nouveau projet :

« Je voulais éviter l’approche ethnomusicologique, ou créer une musique d’ambiance. J’ai donc établi une sorte de boîte à outils contenant des éléments musicaux – orchestraux et électroniques – destinés à recréer ou évoquer le timbre des sons naturels, auxquels s’ajoutent des sons issus de l’environnement, et enfin des sources ethniques (voix, chansons et instruments) issus du fonds d’archives sonores du musée d'ethnographie de Genève (MEG). J’ai approché l’Amazonie avec respect, d’une manière poétique et impressionniste. J’ai choisi les éléments vocaux et sonores dans leur dimension évocatrice, plutôt que d’essayer d’être fidèle à tel groupe ethnique. Il me semblait intéressant de fantasmer la forêt. Elle charrie un puissant imaginaire tant pour les Occidentaux que pour les Amérindiens. Cette musique évoque également une forme de nomadisme, comme si les sons apparaissaient et disparaissaient au fil d’une transhumance. Il fallait reprendre les principes d’orchestration des sons de la nature, travailler à partir de sons qui se succèdent de façon aléatoire, mais qui peuvent composer une harmonie ou une dissonance. Et comme dans toute symphonie, l’œuvre possède ses moments de clarté ou de tensions. »

Jean-Michel Jarre a voulu pour cet album un enregistrement binaural, pour une expérience très immersive et pour simuler l'impression d'être réellement dans la forêt amazonienne,.
Une partie des redevances de l'album est reversée aux communautés d’où proviennent les enregistrements du musée d'ethnographie de Genève utilisé pour Amazônia.

## Formats
L'album est disponible en CD, vinyle et en téléchargement. Les éditions « physiques » CD et vinyle donnent accès, via un code, à des versions binaurale et en 5.1 de l'album. Une édition du vinyle, limitée à 50 copies, est commercialisée avec un livret photo.

## Liste des titres
1. Amazônia, Pt. 1
2. Amazônia, Pt. 2
3. Amazônia, Pt. 3
4. Amazônia, Pt. 4
5. Amazônia, Pt. 5
6. Amazônia, Pt. 6
7. Amazônia, Pt. 7
8. Amazônia, Pt. 8
9. Amazônia, Pt. 9